# NGC 1169
NGC 1169 (другие обозначения — UGC 2503, MCG 8-6-25, ZWG 554.20, PGC 11521) — спиральная галактика с перемычкой (SBb) в созвездии Персей.
Этот объект входит в число перечисленных в оригинальной редакции «Нового общего каталога».
Карта распределения нейтрального водорода в галактике показывает «дыру», которая в 2,5 раза больше бара NGC 1169, а также кольцевую структуру радиусом 13 килопарсек и шириной 7 килопарсек. Поле скоростей водорода не показывает значительных отклонений от кругового движения  в диске галактики.